# Brute Bernard
Jim Bernard (6 de junio de 1921 - 14 de julio de 1984), conocido por su nombre en el ring como Brute Bernard, fue un luchador profesional canadiense. Pasó gran parte de su carrera peleando en pareja junto a Skull Murphy. Trabajó para varias promociones de la National Wrestling Alliance. También participó en la World Championship Wrestling en Australia y en al World Wide Wrestling Federation. Murió a causa de un disparo en 1984.

## Vida personal
Bernard estaba Casado con Betty Joe Hawkins (exluchadora profesional). Murió en 1984 a causa de un disparo de arma de fuego, no se logró determinar si su muerte fue un suicidio o un accidente. Una historia dice que a Bernard le gustaba jugar a la Ruleta Rusa.

## Carrera

### Inicio
Bernard fue descubierto por el promotor de lucha libre Jack Britton, quien lo convenció para convertirse en un luchador. Hizo su debut en 1957, compitiendo en Ontario. Al principio luchó con su nombre verdadero, pero más tarde tomó el nombre de Brute Bernard. Él también compitió en Detroit en una promoción dirigida por Ed Farhat. Compitió en Parejas junto a Skull Murphy en toda la década de 1960. Su primer campeonato lo consiguió el 16 de mayo de 1963, cuando ganó el Campeonato En Parejas de los Estados Unidos de la WWWF. Retuvieron los Campeonatos durante casi seis meses antes de perderlos contra Killer Kowalski y Gorilla Monsoon el día 14 de noviembre. Luego comenzaron a competir en un territorio de la NWA, Championship Wrestling From Florida. Participaron en un torneo en parejas para ganar la vacante del Campeonato Mundial en parejas de la NWA donde salieron victoriosos. Bernard y Murphy iniciaron un feudo con Hiro Matsuda y Duke Keomuka por los cinturones. Bernard y Murphy trabajaron para la World Championship Wrestling De Australia en 1966, donde ganaron el Campeonato Mundial en Parejas de la IWA dos veces. 

### Texas (1967)
Mientras que Skull Murphy se quedó en Australia, Bernard volvió a Estados Unidos para competir en la World Class Championship Wrestling en Texas. En 1967 derrotó a Fritz Von Erich (Patriarca de la Familia Von Erich) Ganando la versión de Texas del Campeonato de los Estados Unidos de la NWA. Ese mismo año conseguiría obtener dos veces el Campeonato Texano de Nudillos de Bronce de la NWA y el Campeonato Americano en Parejas de la NWA junto a Mike Paidousis.

### 1970 en adelante
Bernard y Murphy se volvieron a reunir en Australia donde ganaron el Campeonato en Parejas de la IWA dos veces más en 1968 y 1969. También compitieron en Jim Crockett Promotions donde participaron en una serie de peleas llamadas “Batallas de Matones”. Donde los Luchadores Face (los buenos) paliaban contra los Heels (los Malos). Bernard y Murphy compitieron contra sus compatriotas los Blond Bombers (Swede Hanson y Rip Hawk).
Murphy se suicidó el 23 de marzo de 1970. Bernard tomó a un nuevo compañero llamado Larry Hamilton y juntos ganaron el Campeonato de la Costa Atlántica en Parejas de la NWA en octubre de 1971. También compitieron en Texas donde ganaron el Campeonato Americano en Parejas de la NWA.
Bernard continuó luchando en Australia y ganó el Campeonato Austro-Asiático Peso Pesado de la NWA al derrotar a Spiros Arion el 4 de noviembre de 1972. Reinó como campeón durante 3 semanas antes de perderlo contra Arion. También ganó la Versión de Austria Del Campeonato Mundial Nudillos de Bronce. De regreso a Jim Crockett Promotions, formó un equipo con Jay York. Tuvieron feudos contra el equipo de George Scott y Nelson Royal como así también contra la familia Anderson (Gene y Ole). Bernard y York Ganaron los Campeonatos Del Medio-Atlántico en Parejas de la NWA al derrotar a Scott y Royal el 26 de noviembre de 1973, pero perdieron los campeonatos contra los Anderson un mes después.
Bernard luchó en varias promociones durante sus últimos años como luchador. Volvió a Detroit donde compitió como “The Brute”. Hizo pareja con Frank Morrell en Texas para ganar el Campeonato de los Estados Occidentales en Parejas de la NWA en 1977. Regresó a Las Carolinas y luchó en Jim Crockett Promotions hasta que se Jubiló pero continuo luchando de vez en cuando en la misma empresa. En su última pelea, se negó al resultado de esta. El árbitro, Dave Routh, declaró el resultado como Doble Conteo Fuera del Ring. Bernard se molestó y en los vestidores atacó a Routh rompiéndole la nariz y siendo despedido de la empresa.

## Campeonatos y logros
- Championship Wrestling from Florida
  - NWA World Tag Team Championship (Florida version) (2 veces) - con Skull Murphy
- Mid-Atlantic Championship Wrestling
  - NWA Atlantic Coast Tag Team Championship (1 vez) - con Larry Hamilton
  - NWA Mid-Atlantic Tag Team Championship (1 vez) - con Jay York
- NWA Big Time Wrestling
  - NWA American Tag Team Championship (3 veces) - con Mike Paidousis (2), The Missouri Mauler (1)
  - NWA Brass Knuckles Championship (Texas version) (2 veces)
  - NWA United States Heavyweight Championship (Texas version)  (1 vez)
- NWA Western States Sports
  - NWA Western States Tag Team Championship (1 vez) - con Frank Morrell
- World Championship Wrestling (Australia)
  - NWA Austra-Asian Heavyweight Championship (1 vez)
  - IWA World Tag Team Championship (5 veces) - con Skull Murphy (5)
- World Wide Wrestling Federation
  - WWWF United States Tag Team Championship (1 vez) - con Skull Murphy
- Otros Títulos
  - World Brass Knuckles Championship (Australia Version) (2 veces)